# Paraplotosus
Paraplotosus es un género de peces actinopeterigios marinos, distribuidos por costas del océano Índico y oeste del océano Pacífico.

## Especies
Existen tres especies reconocidas en este género:
- Paraplotosus albilabris (Valenciennes, 1840)
- Paraplotosus butleri Allen, 1998
- Paraplotosus muelleri (Klunzinger, 1879)